# Тодд, Чарльз Стюарт
Чарльз Стюарт Тодд (22 января 1791, Данвилл, Кентукки — 17 мая 1871, Батон-Руж) — американский военный, полковник, государственный чиновник, дипломат, адвокат, литератор.
Чарльз Стюарт Тодд — сын члена Верховного суда США Томаса Тодда и его первой жены, Элизабет Харрис. Он родился недалеко от Дэнвилла, штат Кентукки, и жил в этом штате почти всю жизни. Тодд учился некоторое время в Университете Трансильвании, после чего перевелся в Колледж Вильгельма и Марии, который окончил в 1809 году. Он изучал право вместе со своим отцом в Вашингтоне, а затем учился в Литчфилдской школе права (англ. Litchfield Law School). В 1811 году был принят в коллегию адвокатов штата и занимался адвокатской практикой в г. Лексингтоне, штат Кентукки.
Тодд добровольцем принял участие в англо-американской войне 1812-14 годов, служа младшим военным прокурором в подразделении генерала Джеймса Винчестера. В 1813 году он стал капитаном пехоты и был адъютантом генерала Уильяма Генри Харрисона в битве при Темзе. В марте 1815 года он был назначен адъютантом губернатора Исаака Шелби в звании полковника. Тогда же Тодд основал адвокатскую практику в столице штата Кентукки Франкфорте, где и началась его дипломатическая и политическая карьера.
16 июня 1816 года Тодд сочетался браком с младшей из дочерей Исаака Шелби, Летицией, у четы было 12 детей.
В течение нескольких лет он служил членом Палаты представителей штата после ее учреждения, а в 1817 году был назначен секретарем штата Кентукки. В 1820 году Тодд был агентом по особым поручениям (англ. Confidential Agent) и до 1824 года находился в Великой Колумбии. Президент США Джеймс Монро предложил Тодду должность секретаря делегации в Великой Колумбии в 1823 году, но он отклонил это предложение. Вместо этого Тодд отправился на покой в округе Шелби, штат Кентукки, где он работал на своей ферме и начал писать.
Тодд вернулся к государственным делам после того, как был назначен посланником в России. С 1841 по 1846 год он занимал пост пятнадцатого посла США в России во время администрации президента Джона Тайлера. Он вернулся в США в 1846 году и занимался разведением скота и литературным творчеством. Позднее он отказался от выдвижения своей кандидатуры на пост губернатора Кентукки, но сохранял политическую активность во время президентской кампании Закари Тейлора (1858). Тодд интересовался перспективами развития штата Техас и его сетью железных дорог. Он занимал должности редактора в газетах Louisville Industrial and Commercial Gazette и Cincinnati Republican.
В 1871 году Тодд скончался от пневмонии в г. Батон-Руж, штат Луизиана, в доме своего зятя, судьи Поузи. Он был похоронен на кладбище Роузхилл Элмвуд в г. Оуэнсборо, штат Кентукки.